# Eddie Jefferson
Eddie Jefferson (Pittsburgh, 3 agosto 1918 – Detroit, 9 maggio 1979) è stato un cantante statunitense jazz. Fu uno dei fondatori dello stile di canto noto come vocalese, in cui le parole vengono aggiunte ad una composizione strumentale, spesso con sezioni improvvisate.
Benché non dotato di mezzi vocali straordinari, Jefferson suppliva con un'eccezionale musicalità e senso del ritmo che gli permettevano di eccellere tra i cantanti jazz.
Dopo una carriera come ballerino di tip-tap, negli anni quaranta Jefferson si esibiva già come cantante in vocalese su temi come Parker's Mood e l'assolo di Lester Young su I Cover The Waterfront.
Il suo massimo successo fu con la canzone basata su Moody's Mood For Love  nel 1952, incisa da King Pleasure, che aveva già avuto un buon successo con Parker's Mood. Jefferson cominciò ad incidere in quell'anno, registrando tra l'altro l'assolo di Coleman Hawkins su Body And Soul, e poco più tardi iniziò a lavorare col sassofonista James Moody
(1953-1957). Jefferson continuò a registrare negli anni cinquanta e sessanta, ma il suo contributo iniziò ad essere apprezzato solo negli anni settanta. Lavorò ancora con Moody (1968-1973) e nei suoi ultimi anni collaborò con Richie Cole.
Scrisse testi per moltissime canzoni, tra cui Jeannine, Lady Be Good, So What (dove il testo è scritto sul famoso assolo di Miles Davis dall'album  Kind of Blue), "Freedom Jazz Dance", e perfino Bitches' Brew, registrando per le case discografiche Savoy, Prestige, Checker Records, Inner City Records e Muse Records; le sue ultime incisioni sono apparse nel 1999 col titolo Vocal Ease.
Jefferson fu ucciso a colpi di pistola nelle prime ore del mattino del 9 maggio 1979 mentre lasciava la Baker's Keyboard Lounge, un nightclub di Detroit, dopo un concerto assieme a Cole. L'assassino era un ex-ballerino che era stato assunto da Jefferson per uno spettacolo e poi licenziato in tronco.